# Nekrolog Oktober 2018
Nekrolog
◄◄
| ◄
| 2014
| 2015
| 2016
| 2017
| 2018 | 2019 | 2020 | 2021 | 2022 | ►
Januar |
Februar |
März |
April |
Mai |
Juni |
Juli |
August |
September |
Oktober |
November |
Dezember 2018
Weitere Ereignisse | Allgemeiner Nekrolog 2018
Die Beschreibung der verstorbenen Person sollte so kurz wie möglich gehalten sein und nur deren signifikante Tätigkeit(en) enthalten.
Neue Namen ggf. auch unter dem Geburts- und Sterbedatum, also etwa unter 1. Januar und im Geburts- und Sterbejahr (2024) eintragen (nur bei entsprechender großer Wichtigkeit). Für Beispiele siehe die schon vorhandenen Artikel.
Außerdem über die fünf zuletzt Verstorbenen, zu denen es einen ausreichend guten Artikel für eine Präsentation auf der Hauptseite gibt, nach der todesbedingten Überarbeitung der Artikel ggf. auch unter Wikipedia Diskussion:Hauptseite informieren und sie am besten auch in den anderen Wikipedia-Sprachversionen eintragen. Tipp: Regelmäßig bei news.google.de nach „ist tot“, „gestorben“ oder „verstorben“ suchen.
Wenn eine Person gestorben ist, gibt es viele Seiten zu dieser Person in der Wikipedia, die davon auch betroffen sind und entsprechend aktualisiert werden müssen. Beispiele: Namenübersichtsseite, Geburtsjahr, Geburtsort-Seiten und viele mehr.
Wie finde ich die betroffenen Seiten?
Im Suchfeld auf der linken Seite gibt man den Suchbegriff so ein: „Vorname Nachname“. Dann klickt man auf Volltext und alle Seiten mit entsprechendem Suchtext werden aufgerufen. Hier sieht man dann schnell, wo auch das Todesjahr Sinn macht oder sogar ein Teil des Artikels angepasst werden muss. Auch hilft das „Werkzeug“ auf der linken Seite sehr gut, um solche Seiten aufzufinden: „Links auf diese Seite“. Somit ist die Wikipedia wieder aktuell in allen Bereichen! Hinweis: bei Eintragung der Kategorie „Gestorben JAHR“ wird der Missbrauchsfilter 49 ausgelöst, was jedoch nicht schlimm ist. Siehe: Spezial:Missbrauchsfilter/49
Dies ist eine Liste von im Oktober 2018 verstorbenen bekannten Persönlichkeiten. Die Einträge erfolgen innerhalb der einzelnen Daten alphabetisch sortiert. Tiere sind im Nekrolog für Tiere zu finden.

## Oktober
Bearbeitungshinweis: Neue Todesfälle bitte nach Tagen geordnet eintragen. Die Todesfälle desselben Tages bitte in alphabetischer Reihenfolge absteigend einfügen.
| Tag         | Name                                        | Beruf, bekannt als                                                             | Alter | Beleg |
| ----------- | ------------------------------------------- | ------------------------------------------------------------------------------ | ----- | ----- |
| 31. Oktober | Charles „Chuz“ Alfred                       | US-amerikanischer Jazzmusiker                                                  | 86    |       |
| 31. Oktober | David Benyon                                | britischer Mathematiker, Informatiker und Hochschullehrer                      | 64    |       |
| 31. Oktober | Chen Chuangtian                             | chinesischer Materialwissenschaftler                                           | 81    |       |
| 31. Oktober | Thomas Eichelbaum                           | neuseeländischer Jurist                                                        | 87    |       |
| 31. Oktober | Günter B. Fettweis                          | deutsch-österreichischer Bergbauingenieur                                      | 93    |       |
| 31. Oktober | Ron Grable                                  | US-amerikanischer Automobilrennfahrer                                          | 85    |       |
| 31. Oktober | Tadeáš Kraus                                | tschechischer Fußballspieler und -trainer                                      | 86    |       |
| 31. Oktober | Walter Lemke                                | deutscher Autor und Radsporthistoriker                                         | 86    |       |
| 31. Oktober | Florence Malraux                            | französische Assistenz-Regisseurin                                             | 85    |       |
| 31. Oktober | Willie McCovey                              | US-amerikanischer Baseballspieler                                              | 80    |       |
| 31. Oktober | Naomi Millender                             | US-amerikanische Cellistin                                                     | 73    |       |
| 31. Oktober | Jack Patera                                 | US-amerikanischer American-Football-Spieler und -Trainer                       | 85    |       |
| 31. Oktober | Erich Pillwein                              | deutscher Zahnarzt und Verbandspräsident                                       | 98    |       |
| 31. Oktober | Wilhelm Schmolz                             | deutscher Verwaltungsjurist                                                    | 88    |       |
| 31. Oktober | Ken Shellito                                | englischer Fußballspieler und -trainer                                         | 78    |       |
| 30. Oktober | David Azulai                                | israelischer Politiker                                                         | 64    |       |
| 30. Oktober | James J. Bulger                             | US-amerikanischer Verbrecher                                                   | 89    |       |
| 30. Oktober | María Irene Fornés                          | kubanisch-US-amerikanische Theaterdramaturgin und -direktorin                  | 88    |       |
| 30. Oktober | Hardy Fox                                   | US-amerikanischer Komponist, Musiker und Sänger                                | 73    |       |
| 30. Oktober | Friedrich Großmann                          | deutscher Agrarwissenschaftler                                                 | 91    |       |
| 30. Oktober | Józef Hermanowicz                           | polnischer Politiker, Mitglied des Sejm                                        | 89    |       |
| 30. Oktober | Erika Mahringer                             | österreichische Skirennläuferin                                                | 93    |       |
| 30. Oktober | Peter Paterna                               | deutscher Politiker                                                            | 80    | [ 1 ] |
| 30. Oktober | Sangharakshita                              | britischer Mönch                                                               | 93    |       |
| 30. Oktober | Götz Schulze                                | deutscher Rechtswissenschaftler                                                | 54    |       |
| 30. Oktober | Joseph Scianni                              | US-amerikanischer Komponist, Musikproduzent und Musiker                        | 90    |       |
| 30. Oktober | Bob Skoronski                               | US-amerikanischer American-Football-Spieler                                    | 84    |       |
| 30. Oktober | Edgar Swinne                                | deutscher Politiker                                                            | 81    |       |
| 30. Oktober | David Tscherkassky                          | sowjetischer bzw. ukrainischer Animator, Regisseur und Drehbuchautor           | 86    |       |
| 30. Oktober | Jin Yong                                    | chinesischer Schriftsteller                                                    | 94    |       |
| 30. Oktober | Hansotto Zaun                               | deutscher Mediziner                                                            | 87    |       |
| 30. Oktober | Rolf Zeller                                 | deutscher Fußballspieler                                                       | 84    |       |
| 30. Oktober | Wolfgang Zuckermann                         | US-amerikanischer Instrumentenbauer                                            | 96    |       |
| 29. Oktober | Bernard Bragg                               | gehörloser Schauspieler, Produzent, Regisseur, Dramatiker, Künstler und Autor  | 90    |       |
| 29. Oktober | Hermán Aceros                               | kolumbianischer Fußballspieler und -trainer                                    | 80    |       |
| 29. Oktober | Gerardo Broggini                            | Schweizer Jurist und Romanist                                                  | 91    |       |
| 29. Oktober | Nigel Broomfield                            | britischer Offizier und Diplomat                                               | 81    |       |
| 29. Oktober | Willi Croll                                 | deutscher Politiker                                                            | 93    |       |
| 29. Oktober | Dave Duncan                                 | britisch-kanadischer Schriftsteller                                            | 85    |       |
| 29. Oktober | Young Greatness                             | US-amerikanischer Rapper                                                       | 34    |       |
| 29. Oktober | Mariama Keïta                               | nigrische Journalistin                                                         | ≈72   |       |
| 29. Oktober | Luka Koprivšek                              | slowenischer Skisprungtrainer                                                  | 77    |       |
| 29. Oktober | Bodo Lorenzen                               | deutscher Mentalist und Entertainer                                            | 70    |       |
| 29. Oktober | Andrea Manfredi                             | italienischer Radrennfahrer                                                    | 26    |       |
| 29. Oktober | Taketoshi Nojiri                            | japanischer Wirtschaftswissenschaftler                                         | 94    |       |
| 29. Oktober | Karl Rieke                                  | deutscher Politiker                                                            | 89    |       |
| 29. Oktober | Günter Sando                                | deutscher Politiker                                                            | 84    |       |
| 29. Oktober | Hartmut Scheible                            | deutscher Germanist                                                            | 76    |       |
| 29. Oktober | Rudolf Schwarzenberger                      | österreichischer Geistlicher und Kirchenfunktionär                             | 81    |       |
| 29. Oktober | Tuti Tursilawati                            | indonesische Haushälterin                                                      | 34    |       |
| 28. Oktober | Colm Christle                               | irischer Radrennfahrer                                                         | ≈85   |       |
| 28. Oktober | Edward Dwurnik                              | polnischer Maler und Grafiker                                                  | 75    |       |
| 28. Oktober | Jimmy Farrar                                | US-amerikanischer Musiker                                                      | 68    |       |
| 28. Oktober | David Kenneth Fieldhouse                    | britischer Historiker                                                          | 93    |       |
| 28. Oktober | Richard Gill                                | australischer Dirigent                                                         | 76    |       |
| 28. Oktober | Christoph Heckel                            | deutscher Bassist                                                              | ?     |       |
| 28. Oktober | Hubert Hoelzke                              | deutscher Drehbuchautor, Schauspieler und Regisseur                            | 93    |       |
| 28. Oktober | Georg Nicolaus Knauer                       | deutsch-US-amerikanischer Philologe                                            | 92    |       |
| 28. Oktober | Walter Krüger                               | deutscher Leichtathlet                                                         | 88    |       |
| 28. Oktober | Marina Libakowa-Liwanowa                    | sowjetische bzw. russische Moderatorin, Schauspielerin und Schauspiellehrerin  | 66    |       |
| 28. Oktober | Eldridge M. Moores                          | US-amerikanischer Geologe                                                      | 80    |       |
| 28. Oktober | Ernő Polgár                                 | ungarischer Schriftsteller                                                     | 64    |       |
| 27. Oktober | Józef Zbigniew Białek                       | polnischer Literaturhistoriker und -kritiker                                   | 88    |       |
| 27. Oktober | Rainer Böning                               | deutscher Tischtennisspieler                                                   | 81    |       |
| 27. Oktober | Freddie Hart                                | US-amerikanischer Country-Sänger                                               | 91    |       |
| 27. Oktober | Fred Hess                                   | US-amerikanischer Jazzmusiker                                                  | 74    |       |
| 27. Oktober | Ingo Insterburg                             | deutscher Künstler                                                             | 84    |       |
| 27. Oktober | Madan Lal Khurana                           | indischer Politiker                                                            | 82    |       |
| 27. Oktober | Dieter König                                | deutscher Geograph                                                             | 61    |       |
| 27. Oktober | Bilal Saad Mubarak                          | katarischer Leichtathlet                                                       | 45    |       |
| 27. Oktober | Piero del Papa                              | italienischer Boxer                                                            | 80    |       |
| 27. Oktober | Antônio Possamai                            | brasilianischer Bischof                                                        | 89    |       |
| 27. Oktober | Leonie Roehricht                            | deutsche Malerin und Grafikerin                                                | 90    |       |
| 27. Oktober | Ntozake Shange                              | US-amerikanische Autorin, Schauspielerin und Regisseurin                       | 70    |       |
| 27. Oktober | Vichai Srivaddhanaprabha                    | thailändischer Unternehmer und Fußball-Klub-Eigentümer                         | 60    |       |
| 27. Oktober | Dimitri Stein                               | US-amerikanischer Ingenieur                                                    | 98    |       |
| 27. Oktober | Gisbert Stoyan                              | deutscher Mathematiker                                                         | 76    |       |
| 27. Oktober | Miguel Tankamash Mama                       | ecuadorianischer Politiker                                                     | 78    |       |
| 27. Oktober | Todd Youth                                  | US-amerikanischer Gitarrist                                                    | 47    |       |
| 26. Oktober | Ulrich Braukämper                           | deutscher Ethnologe                                                            | 74    |       |
| 26. Oktober | Roger De Breuker                            | belgischer Radrennfahrer                                                       | 78    |       |
| 26. Oktober | Marc Francina                               | französischer Politiker                                                        | 70    |       |
| 26. Oktober | Siegfried Gehrmann                          | deutscher Historiker                                                           | 82    |       |
| 26. Oktober | Ana González de Recabarren                  | chilenische Menschenrechtsaktivistin                                           | 93    |       |
| 26. Oktober | Warren B. Hamilton                          | US-amerikanischer Geologe                                                      | 93    |       |
| 26. Oktober | Nikolai Karatschenzow                       | sowjetischer bzw. russischer Schauspieler                                      | 73    |       |
| 26. Oktober | Valentin Masengo Mkinda                     | kongolesischer Bischof                                                         | 77    |       |
| 26. Oktober | Richard Murunga                             | kenianischer Boxer                                                             | 65    |       |
| 26. Oktober | Jelena Ossipowa                             | sowjetische bzw. russische Philosophin und Hochschullehrerin                   | 90    |       |
| 26. Oktober | Ernst Steindorff                            | deutscher Jurist                                                               | 98    |       |
| 26. Oktober | YNW Juvy                                    | US-amerikanischer Rapper                                                       | 19    |       |
| 26. Oktober | YNW Sakchaser                               | US-amerikanischer Rapper                                                       | 21    |       |
| 25. Oktober | Sara Anzanello                              | italienische Volleyballspielerin                                               | 38    |       |
| 25. Oktober | Sonny Fortune                               | US-amerikanischer Jazzmusiker                                                  | 79    |       |
| 25. Oktober | Niza Ganor                                  | polnisch-israelische Zeitzeugin und Autorin                                    | 93    |       |
| 25. Oktober | Ruth Gates                                  | US-amerikanische Meeresbiologin                                                | 56    |       |
| 25. Oktober | John Taylor Gatto                           | US-amerikanischer Schriftsteller und Lehrer                                    | 82    |       |
| 25. Oktober | Vera Ilieva                                 | bulgarische Mezzosopranistin                                                   | 66    |       |
| 25. Oktober | Thomas Keating                              | US-amerikanischer Priester und Trappist                                        | 95    |       |
| 25. Oktober | Dorothea Kreß                               | deutsche Leichtathletin                                                        | 94    |       |
| 25. Oktober | Terrence Laughlin                           | US-amerikanischer Bankmanager                                                  | 63    |       |
| 25. Oktober | Peter Leiner                                | deutscher Trompeter und Hochschullehrer                                        | 56    |       |
| 25. Oktober | David Michael Metcalf                       | britischer Numismatiker                                                        | 85    |       |
| 25. Oktober | Maxi Olariaga                               | spanischer Schriftsteller                                                      | 71    |       |
| 25. Oktober | Santiago Pérez Obregón                      | spanischer Politiker und Jurist                                                | 77    |       |
| 25. Oktober | Norman Sheil                                | britischer Radrennfahrer                                                       | 86    |       |
| 25. Oktober | Shivinder Singh Sidhu                       | indischer Verwaltungsbeamter                                                   | 89    |       |
| 25. Oktober | Ferdinand Staudinger                        | österreichischer Bibelwissenschaftler, Geistlicher und Hochschullehrer         | 85    |       |
| 25. Oktober | Heinz Streble                               | deutscher Zoologe                                                              | 82    |       |
| 25. Oktober | Anestis S. Veletsos                         | US-amerikanischer Bauingenieur                                                 | 91    |       |
| 25. Oktober | George Yadigaroglu                          | Schweizer Kernphysiker                                                         | 79    |       |
| 25. Oktober | John Ziegler                                | US-amerikanischer Sportfunktionär                                              | 84    |       |
| 24. Oktober | Carmen Alborch                              | spanische Politikerin, Autorin und Senatorin                                   | 70    |       |
| 24. Oktober | Daniel Bamert                               | Schweizer Maler, Zeichner, Grafiker, Komponist und Schriftsteller              | 77    |       |
| 24. Oktober | Sieghard Beller                             | deutscher Psychologe                                                           | 52    |       |
| 24. Oktober | Rudolf Gelbard                              | österreichischer Holocaustüberlebender                                         | 87    |       |
| 24. Oktober | Anatoli Gladilin                            | russischer Schriftsteller                                                      | 83    |       |
| 24. Oktober | Patricia Herlihy                            | US-amerikanische Historikerin                                                  | 88    |       |
| 24. Oktober | Karlheinz Meier                             | deutscher Physiker                                                             | 63    |       |
| 24. Oktober | Pellegrino Tomaso Ronchi                    | italienischer Bischof                                                          | 88    |       |
| 24. Oktober | Bodo Schrader                               | deutscher Geodät                                                               | 90    |       |
| 24. Oktober | Horst Schulze                               | deutscher Schauspieler                                                         | 97    |       |
| 24. Oktober | Christine Stix-Hackl                        | österreichische Juristin und Diplomatin                                        | 60    |       |
| 24. Oktober | Wah Wah Watson                              | US-amerikanischer Musiker                                                      | 67    |       |
| 24. Oktober | Tony Joe White                              | US-amerikanischer Musiker                                                      | 75    |       |
| 23. Oktober | René Baumgartner                            | Schweizer Mediziner                                                            | 88    |       |
| 23. Oktober | Eladio Benítez                              | uruguayischer Fußballspieler und -trainer                                      | 79    |       |
| 23. Oktober | Laetitia Boehm                              | deutsche Historikerin                                                          | 88    |       |
| 23. Oktober | Peter Brady                                 | US-amerikanischer Jazzsänger                                                   | 89    |       |
| 23. Oktober | Chalmers M. Clapperton                      | britischer Geograph                                                            | 80    |       |
| 23. Oktober | Melvin Cohn                                 | US-amerikanischer Immunologe                                                   | 96    |       |
| 23. Oktober | Daniel Contet                               | französischer Tennisspieler                                                    | 74    |       |
| 23. Oktober | Elyse Dodgson                               | britische Theaterdirektorin                                                    | 73    |       |
| 23. Oktober | Josef Friedl                                | österreichischer Pfarrer                                                       | 73    |       |
| 23. Oktober | Karl Hochreither                            | deutscher Organist, Dirigent und Autor                                         | 84    |       |
| 23. Oktober | James Karen                                 | US-amerikanischer Schauspieler                                                 | 94    |       |
| 23. Oktober | Wolfgang Lindig                             | deutscher Ethnologe                                                            | 93    |       |
| 23. Oktober | Emmerich Menyhay                            | österreichisch-ungarischer Wirtschaftswissenschaftler                          | 87    |       |
| 23. Oktober | Héctor Miranda                              | argentinisch-französischer Musiker, Komponist und Maler                        | 87    |       |
| 23. Oktober | Francisco Nitsche                           | chilenischer Fußballspieler                                                    | 87    |       |
| 23. Oktober | Rein Põder                                  | estnischer Schriftsteller und Verlagslektor                                    | 75    |       |
| 23. Oktober | Laurens van Ravens                          | niederländischer Fußballschiedsrichter                                         | 96    |       |
| 23. Oktober | Alojz Rebula                                | italienischer Schriftsteller und Übersetzer                                    | 94    |       |
| 23. Oktober | Peter Sprenger                              | liechtensteinischer Rechtsanwalt und Politiker                                 | 64    |       |
| 13. Oktober | Flor Van Der Weijden                        | niederländischer Radrennfahrer                                                 | 89    |       |
| 22. Oktober | Florentino Aspillaga Lombard                | kubanischer Geheimdienstler                                                    | 71    |       |
| 22. Oktober | Gilberto Benetton                           | italienischer Unternehmer                                                      | 77    |       |
| 22. Oktober | Frank Branch                                | kanadischer Politiker                                                          | 74    |       |
| 22. Oktober | Peter Brüll                                 | deutscher Politiker                                                            | 80    |       |
| 22. Oktober | Konrad Fischer                              | deutscher Architekt und Denkmalpfleger                                         | 62    |       |
| 22. Oktober | Boris Kokorew                               | russischer Sportschütze                                                        | 59    |       |
| 22. Oktober | Ina Müller-van Ast                          | niederländische Politikerin                                                    | 91    |       |
| 22. Oktober | Friedrich Ostermann                         | deutscher Weihbischof                                                          | 86    |       |
| 22. Oktober | Eugene H. Peterson                          | US-amerikanischer Pfarrer und Autor                                            | 85    |       |
| 22. Oktober | Helmut Reinicke                             | deutscher Philosoph                                                            | 77    |       |
| 22. Oktober | Arthur Schnabel                             | deutscher Judoka                                                               | 71    |       |
| 22. Oktober | Dietrich Uhlmann                            | deutscher Hydrobiologe                                                         | 88    |       |
| 22. Oktober | Adrie van Steenselen                        | niederländischer Radrennfahrer                                                 | 88    |       |
| 22. Oktober | José Varacka                                | argentinischer Fußballspieler und -trainer                                     | 86    |       |
| 21. Oktober | Friedmar Apel                               | deutscher Literaturwissenschaftler und Germanist                               | 70    |       |
| 21. Oktober | Earl Bakken                                 | US-amerikanischer Elektrotechniker und Unternehmer                             | 94    |       |
| 21. Oktober | Ilie Balaci                                 | rumänischer Fußballspieler und -trainer                                        | 62    |       |
| 21. Oktober | Matityahu Drobles                           | israelischer Politiker                                                         | 87    |       |
| 21. Oktober | Harry Ettlinger                             | US-amerikanischer Weltkriegsveteran                                            | 92    |       |
| 21. Oktober | Robert Faurisson                            | französischer Literaturwissenschaftler und Holocaustleugner                    | 89    |       |
| 21. Oktober | Louis Jäger                                 | liechtensteinischer Grafiker und Künstler                                      | 88    |       |
| 21. Oktober | Rainer Kerndl                               | deutscher Journalist und Schriftsteller                                        | 89    |       |
| 21. Oktober | Walter Krug                                 | deutscher Statistiker                                                          | 81    |       |
| 21. Oktober | Idris Legbo Kutigi                          | nigerianischer Jurist und Oberster Richter                                     | 78    |       |
| 21. Oktober | Berengar Laurer                             | deutscher Künstler                                                             | 79    |       |
| 21. Oktober | François Montmaneix                         | französischer Dichter und Autor                                                | 80    |       |
| 21. Oktober | Jun’ichi Nishizawa                          | japanischer Ingenieur                                                          | 92    |       |
| 21. Oktober | Joachim Rønneberg                           | norwegischer Widerstandskämpfer                                                | 99    |       |
| 21. Oktober | Reinhold Suttner                            | österreichischer Politiker                                                     | 90    |       |
| 21. Oktober | Christof Thoenes                            | deutscher Kunsthistoriker                                                      | 89    |       |
| 20. Oktober | Anneliese Albrecht                          | österreichische Journalistin und Politikerin                                   | 97    |       |
| 20. Oktober | Sabine Baumgärtner                          | deutsche Kunsthistorikerin                                                     | 88    | [ 2 ] |
| 20. Oktober | Rudi Benzien                                | deutscher Schriftsteller                                                       | 82    |       |
| 20. Oktober | Martin Bott                                 | britischer Geologe                                                             | 92    |       |
| 20. Oktober | Donald Cohan                                | US-amerikanischer Segler                                                       | 88    |       |
| 20. Oktober | Seymour Crawford                            | irischer Politiker                                                             | 74    |       |
| 20. Oktober | Wim Kok                                     | niederländischer Politiker                                                     | 80    |       |
| 20. Oktober | Walter Kwok                                 | chinesischer Unternehmer                                                       | 68    |       |
| 20. Oktober | Wolfgang Lüttke                             | deutscher Chemiker                                                             | 98    | [ 3 ] |
| 20. Oktober | Aubrey Manning                              | britischer Zoologe                                                             | 88    |       |
| 20. Oktober | Jon James McMurray                          | kanadischer Rapper und Stuntman                                                | 34    |       |
| 20. Oktober | Tarcisio Giovanni Nazzaro                   | italienischer Abt                                                              | 85    |       |
| 20. Oktober | Pedro Luís Guido Scarpa                     | angolanischer Bischof                                                          | 93    |       |
| 20. Oktober | Karl Schügerl                               | deutscher Chemiker                                                             | 91    |       |
| 20. Oktober | José Julián Villafranca                     | venezolanischer Dichter, Dramaturg und Musiker                                 | 86    |       |
| 20. Oktober | Zheng Xiaosong                              | chinesischer Politiker                                                         | 59    |       |
| 19. Oktober | Manfred Bode                                | deutscher Manager                                                              | 77    |       |
| 19. Oktober | Werner Cohn                                 | kanadischer Soziologe                                                          | 92    |       |
| 19. Oktober | Wanda Ferragamo                             | italienische Unternehmerin                                                     | 96    |       |
| 19. Oktober | Charles Glock                               | US-amerikanischer Soziologe                                                    | 99    |       |
| 19. Oktober | Åge Hovengen                                | norwegischer Politiker                                                         | 90    |       |
| 19. Oktober | Werner Kitlitschka                          | österreichischer Kunsthistoriker                                               | 80    |       |
| 19. Oktober | Walter Knödel                               | österreichischer Mathematiker                                                  | 92    |       |
| 19. Oktober | Fidelma Murphy                              | irische Schauspielerin                                                         | 74    |       |
| 19. Oktober | Walter Nicolai                              | deutscher Altphilologe                                                         | 85    |       |
| 19. Oktober | Manfred Johannes Paeffgen                   | deutscher Diplomat                                                             | 76    |       |
| 19. Oktober | Walter Renner                               | österreichischer Psychologe                                                    | 62    |       |
| 19. Oktober | Rolf Richter                                | deutscher Philologe und Germanist                                              | 82    |       |
| 19. Oktober | Walter Schirmer                             | deutscher Prälat und Caritasdirektor                                           | 90    |       |
| 19. Oktober | Jürgen Schutte                              | deutscher Literaturwissenschaftler                                             | 80    |       |
| 19. Oktober | Osamu Shimomura                             | japanischer Biochemiker                                                        | 90    |       |
| 19. Oktober | Peter Sommer                                | deutscher Fußballspieler                                                       | 60    |       |
| 19. Oktober | Roland Wambeck                              | deutscher Generalmusikdirektor                                                 | 92    |       |
| 19. Oktober | Beda Zilch                                  | deutscher Ordensgeistlicher                                                    | 77    |       |
| 18. Oktober | Elihu Abrahams                              | US-amerikanischer Physiker                                                     | 91    |       |
| 18. Oktober | Anthea Bell                                 | britische Übersetzerin                                                         | 82    |       |
| 18. Oktober | Hermann Detering                            | deutscher evangelischer Theologe und Buchautor                                 | 65    | [ 4 ] |
| 18. Oktober | Josef Leichtfried                           | österreichischer Politiker                                                     | 92    |       |
| 18. Oktober | Judit Magos                                 | ungarische Tischtennisspielerin                                                | 67    |       |
| 18. Oktober | Izumi Maki                                  | japanische Leichtathletin                                                      | 49    |       |
| 18. Oktober | Raúl Marrero                                | puerto-ricanischer Cantautor                                                   | 92    |       |
| 18. Oktober | Grégoire Nicolis                            | belgischer Physiker                                                            | 79    |       |
| 18. Oktober | Lisbeth Palme                               | schwedische Kinderpsychologin und Witwe von Olof Palme                         | 87    |       |
| 18. Oktober | Marguerite Reut                             | Schweizer Ethnologin und Friedensaktivistin                                    | 94    |       |
| 18. Oktober | Renate Seelig                               | deutsche Illustratorin und Kinderbuchillustratorin                             | 80    |       |
| 18. Oktober | Dick Slater                                 | US-amerikanischer Wrestler                                                     | 67    |       |
| 18. Oktober | Peter Stättmayer                            | deutscher Astronom                                                             | 72    |       |
| 18. Oktober | Abd ar-Rahman Swar ad-Dahab                 | sudanesischer Politiker                                                        | 83    |       |
| 18. Oktober | Narayan Datt Tiwari                         | indischer Politiker                                                            | 93    |       |
| 18. Oktober | Hartmut Usadel                              | deutsch-spanischer Maler und Galerist                                          | 84    |       |
| 18. Oktober | Walter J. Weber                             | US-amerikanischer Umweltingenieur                                              | 84    |       |
| 17. Oktober | Hesper Anderson                             | US-amerikanische Drehbuchautorin und Schriftstellerin                          | 84    |       |
| 17. Oktober | Franklin Ashley                             | US-amerikanischer Theaterautor und Musiker                                     | 76    |       |
| 17. Oktober | Henning Bier                                | deutscher Mediziner                                                            | 61    |       |
| 17. Oktober | Sebastian Fischer                           | deutscher Schauspieler und Synchronsprecher                                    | 90    |       |
| 17. Oktober | Kitty Buchhammer                            | österreichische Schauspielerin und Theaterregisseurin                          | 72    |       |
| 17. Oktober | Elizabeth Fee                               | irische Historikerin                                                           | 71    |       |
| 17. Oktober | Valters Frīdenbergs                         | lettischer Sänger                                                              | 30    |       |
| 17. Oktober | Leone Frollo                                | italienischer Comiczeichner und -autor                                         | 87    |       |
| 17. Oktober | Cornelius Edward Gallagher                  | US-amerikanischer Politiker                                                    | 97    |       |
| 17. Oktober | Ara Güler                                   | türkischer Fotograf                                                            | 90    |       |
| 17. Oktober | Oli Herbert                                 | US-amerikanischer Musiker                                                      | 44    |       |
| 17. Oktober | Dominik Kollinger                           | deutscher Falkner                                                              | 88    |       |
| 17. Oktober | Bonifacy Miązek                             | polnischer Slawist, Lyriker und Priester                                       | 83    |       |
| 17. Oktober | Ronald Modras                               | US-amerikanischer Theologe                                                     | 81    |       |
| 17. Oktober | Helmut Ohnewald                             | deutscher Politiker                                                            | 82    |       |
| 17. Oktober | Kōji Tsujitani                              | japanischer Schauspieler                                                       | 56    |       |
| 17. Oktober | Fritz Wittmann                              | deutscher Jurist und Politiker                                                 | 85    |       |
| 16. Oktober | Ismail Amat                                 | chinesischer Politiker                                                         | 83    |       |
| 16. Oktober | Hans-Joachim Anderson                       | deutscher Geologe und Paläontologe                                             | 87    |       |
| 16. Oktober | Pierre Barlaguet                            | französischer Fußballspieler und -trainer                                      | 86    |       |
| 16. Oktober | Margarete Bellmer                           | deutsche Aktivistin                                                            | 88    |       |
| 16. Oktober | Bo Cavefors                                 | schwedischer Schriftsteller und Verleger                                       | 82    |       |
| 16. Oktober | Joseph Robert Cistone                       | US-amerikanischer Bischof                                                      | 69    |       |
| 16. Oktober | Paul Corazolla                              | deutscher Künstler                                                             | 88    |       |
| 16. Oktober | Hermann Heil                                | dänischer Verbandsfunktionär                                                   | 83    |       |
| 16. Oktober | Walter Huddleston                           | US-amerikanischer Politiker                                                    | 92    |       |
| 16. Oktober | Konrad Hunger                               | deutscher Bildhauer                                                            | 63    |       |
| 16. Oktober | Torbjörn Jonsson                            | schwedischer Fußballspieler                                                    | 82    |       |
| 16. Oktober | Ian Kiernan                                 | australischer Umweltaktivist                                                   | 78    |       |
| 16. Oktober | Berthold Leibinger                          | deutscher Unternehmer                                                          | 87    |       |
| 16. Oktober | Giovanni Moretti                            | italienischer Erzbischof                                                       | 94    |       |
| 16. Oktober | Paul O’Brien                                | britischer Chemiker                                                            | 64    |       |
| 16. Oktober | Volker Ochs                                 | deutscher Komponist und Kirchenmusikdirektor                                   | 89    |       |
| 16. Oktober | Amadou Ousmane                              | nigrischer Journalist und Schriftsteller                                       | 70    |       |
| 16. Oktober | Baldur Pfeiffer                             | deutscher Kirchenhistoriker und Rektor der Theologischen Hochschule Friedensau | 81    |       |
| 16. Oktober | Wilfried Scharnagl                          | deutscher Journalist und Politiker                                             | 79    |       |
| 16. Oktober | Peter Schneider                             | deutscher Zoologe                                                              | 82    |       |
| 16. Oktober | Franz Stauber                               | österreichischer Pädagoge                                                      | 90    |       |
| 16. Oktober | Chuck Wilson                                | US-amerikanischer Jazzmusiker                                                  | 70    |       |
| 15. Oktober | Paul Allen                                  | US-amerikanischer Unternehmer                                                  | 65    |       |
| 15. Oktober | Iris von Bredow                             | deutsche Althistorikerin, Übersetzerin und Romanautorin                        | 70    |       |
| 15. Oktober | Henri Fontaine                              | französischer Fußballspieler und -trainer                                      | 93    |       |
| 15. Oktober | Norbert Hoffmann                            | deutscher Geistlicher                                                          | 75    |       |
| 15. Oktober | Yasuo Irisawa                               | japanischer Lyriker                                                            | 86    |       |
| 15. Oktober | Helene Klonisch                             | deutsche Tischtennisspielerin                                                  | 81    |       |
| 15. Oktober | Horst Mann                                  | deutscher Leichtathlet                                                         | 91    |       |
| 15. Oktober | Ramón Darío Molina Jaramillo                | kolumbianischer Bischof                                                        | 83    |       |
| 15. Oktober | Paul Emanuel Müller                         | Schweizer Philologe und Schriftsteller                                         | 91    |       |
| 15. Oktober | Arto Paasilinna                             | finnischer Schriftsteller                                                      | 76    |       |
| 15. Oktober | Erwin Rupp                                  | deutscher Fußballspieler                                                       | 64    |       |
| 15. Oktober | Mårten Segercrantz                          | finnischer Badmintonspieler                                                    | 76    |       |
| 14. Oktober | Eduardo Arroyo                              | spanischer Künstler und Schriftsteller                                         | 81    |       |
| 14. Oktober | Patrick Baumann                             | Schweizer Sportfunktionär                                                      | 51    |       |
| 14. Oktober | Jutta Beier                                 | deutsche Medizin- und Pflegepädagogin                                          |       |       |
| 14. Oktober | William Roy Branch                          | britisch-südafrikanischer Herpetologe                                          | 72    |       |
| 14. Oktober | Milena Dravić                               | jugoslawische bzw. serbische Schauspielerin                                    | 78    |       |
| 14. Oktober | Hüseyin Ertunç                              | türkischer Schlagzeuger                                                        | 71    |       |
| 14. Oktober | Lewis S. Ford                               | US-amerikanischer Philosoph und Theologe                                       | 84    |       |
| 14. Oktober | Vreni Frauenfelder                          | Schweizer Entwicklungshelferin                                                 | 91    |       |
| 14. Oktober | Detlef Fronda                               | deutscher Basketballspieler                                                    | 62    |       |
| 14. Oktober | Ulrich Heifer                               | deutscher Rechtsmediziner                                                      | 88    |       |
| 14. Oktober | Germ Hofma                                  | niederländischer Fußballspieler                                                | 93    |       |
| 14. Oktober | Wolfgang Krueger                            | deutscher Politiker                                                            | 80    |       |
| 14. Oktober | Donald Stovel Macdonald                     | kanadischer Politiker                                                          | 86    |       |
| 14. Oktober | Marley G                                    | US-amerikanischer Rapper                                                       | 20    |       |
| 14. Oktober | Erich Pretz                                 | deutscher Kommunalpolitiker                                                    | 77    |       |
| 14. Oktober | Mel Ramos                                   | US-amerikanischer Künstler                                                     | 83    |       |
| 14. Oktober | Harald Schmied                              | österreichischer Begründer der Fußballweltmeisterschaft der Obdachlosen        | 50    |       |
| 14. Oktober | Gösta Svensson                              | schwedischer Leichtathlet                                                      | 88    |       |
| 14. Oktober | Jean-Michel Veranneman de Watervliet        | belgischer Diplomat                                                            | 71    |       |
| 14. Oktober | Karl Wegrath                                | österreichischer Tischtennisspieler                                            | 86    |       |
| 13. Oktober | François Bussini                            | französischer Bischof                                                          | 82    |       |
| 13. Oktober | Amad Ahmad                                  | Syrer, der in der JVA Kleve verbrannte                                         | 26    |       |
| 13. Oktober | Annapurna Devi                              | indische Musikerin                                                             | 91    |       |
| 13. Oktober | Patricia Hollis, Baroness Hollis of Heigham | britische Politikerin                                                          | 77    |       |
| 13. Oktober | Kim Chang-ho                                | südkoreanischer Bergsteiger                                                    | 49    |       |
| 13. Oktober | Wilfried Micke                              | deutscher Tischtennisspieler                                                   | 74    |       |
| 13. Oktober | Sigrid Neubert                              | deutsche Fotografin                                                            | 91    |       |
| 13. Oktober | Nikolai Pankin                              | russischer Schwimmer und Schwimmtrainer                                        | 69    |       |
| 13. Oktober | Erika Pfannkuch                             | deutsche Haushalts- und Ernährungswissenschaftlerin                            | 80    |       |
| 13. Oktober | Georgeta Pitica                             | rumänische Tischtennisspielerin und -trainerin                                 | 88    |       |
| 13. Oktober | Gerhard Prinzing                            | deutscher Skirennläufer                                                        | 75    |       |
| 13. Oktober | Marcel Roncayolo                            | französischer Geograph und Stadtforscher                                       | 92    |       |
| 13. Oktober | Reinhard Schlagintweit                      | deutscher Diplomat                                                             | 90    |       |
| 13. Oktober | Senta Sommerfeld                            | deutsche Schauspielerin                                                        | 97    | [ 5 ] |
| 13. Oktober | Denis Szabo                                 | ungarisch-kanadischer Kriminologe                                              | 89    |       |
| 13. Oktober | Jim Taylor                                  | US-amerikanischer American-Football-Spieler                                    | 83    |       |
| 13. Oktober | Johannes Weertman                           | US-amerikanischer Materialwissenschaftler und Geophysiker                      | 93    |       |
| 12. Oktober | Pik Botha                                   | südafrikanischer Politiker                                                     | 86    |       |
| 12. Oktober | Jesús Gallardo Carrillo                     | mexikanischer Maler                                                            | 86    |       |
| 12. Oktober | Klaus Eulenberger                           | deutscher Theologe                                                             | 72    |       |
| 12. Oktober | Hans-Hermann Hartwich                       | deutscher Politikwissenschaftler                                               | 89    |       |
| 12. Oktober | Rudy Horn                                   | deutscher Jongleur                                                             | 85    |       |
| 12. Oktober | Gerhard Jakse                               | deutscher Mediziner                                                            | 73    |       |
| 12. Oktober | Takehisa Kosugi                             | japanischer Geiger, Komponist und Installationskünstler                        | 80    |       |
| 12. Oktober | Helen J. Neville                            | kanadisch-US-amerikanische Psychologin und Neurowissenschaftlerin              | 72    |       |
| 12. Oktober | Kurt Leo Shell                              | österreichisch-deutscher Politikwissenschaftler                                | 97    |       |
| 11. Oktober | Ireneo A. Amantillo                         | philippinischer Bischof                                                        | 83    |       |
| 11. Oktober | Paul Andreu                                 | französischer Architekt und Autor                                              | 80    |       |
| 11. Oktober | Peter Bloetzer                              | Schweizer Politiker                                                            | 85    |       |
| 11. Oktober | Doug Ellis                                  | britischer Unternehmer und Fußballfunktionär                                   | 94    |       |
| 11. Oktober | Labinot Harbuzi                             | schwedischer Fußballspieler                                                    | 32    |       |
| 11. Oktober | Hans Peter Jürgens                          | deutscher Schiffskapitän und Künstler                                          | 94    |       |
| 11. Oktober | Jean-Jacques Kariger                        | luxemburgischer Schriftsteller, Lyriker und Botaniker                          | 93    |       |
| 11. Oktober | Dieter Kemper                               | deutscher Radrennfahrer                                                        | 81    |       |
| 11. Oktober | Andreas Kometz                              | deutscher Chemiker und Chemiedidaktiker                                        | 60    |       |
| 11. Oktober | Wilhelm Lütterfelds                         | deutsch-österreichischer Philosoph                                             | 74    |       |
| 11. Oktober | P. Chandrasekhara Rao                       | indischer Jurist                                                               | 82    |       |
| 11. Oktober | Yoshito Sengoku                             | japanischer Politiker                                                          | 72    |       |
| 11. Oktober | Engelbert Siebler                           | deutscher Weihbischof                                                          | 81    |       |
| 11. Oktober | Greg Stafford                               | US-amerikanischer Spieleautor und Neoschamane                                  | 70    |       |
| 11. Oktober | Hebe Uhart                                  | argentinische Schriftstellerin                                                 | 81    |       |
| 10. Oktober | Andie Airfix                                | britischer Grafikdesigner                                                      | 72    |       |
| 10. Oktober | Raymond Danon                               | französischer Filmproduzent                                                    | 88    |       |
| 10. Oktober | Denzil Davies                               | britischer Politiker                                                           | 80    |       |
| 10. Oktober | Laurence Forristal                          | irischer Bischof                                                               | 87    |       |
| 10. Oktober | Theresa Hightower                           | US-amerikanische Sängerin                                                      | 64    |       |
| 10. Oktober | Paavo V. Komi                               | finnischer Sportwissenschaftler                                                | 78    |       |
| 10. Oktober | Roland Kpotsra                              | togoischer Politiker und Botschafter                                           | 71    |       |
| 10. Oktober | Mary Midgley                                | britische Philosophin                                                          | 99    |       |
| 10. Oktober | Raye Montague                               | US-amerikanische Schiffsingenieurin                                            | 83    |       |
| 10. Oktober | Kyriakos Papadopoulos                       | griechischer Kapitän und Seenotretter                                          | 44    |       |
| 10. Oktober | Peter Ramseier                              | Schweizer Fußballspieler                                                       | 73    |       |
| 10. Oktober | Gaby Sommer                                 | deutsche Fotografin und Fotojournalistin                                       | 58    |       |
| 10. Oktober | Tex Winter                                  | US-amerikanischer Basketballtrainer                                            | 96    |       |
| 9. Oktober  | Bengt Anlert                                | schwedischer Fußballspieler und -trainer                                       | 84    |       |
| 9. Oktober  | Robert W. Cox                               | kanadischer Politikwissenschaftler                                             | ≈92   |       |
| 9. Oktober  | Günter Fischer                              | deutscher Musiker                                                              | 75    |       |
| 9. Oktober  | Robert Goldmann                             | deutsch-US-amerikanischer Journalist                                           | 97    |       |
| 9. Oktober  | Wolfgang Lempert                            | deutscher Soziologe und Berufspädagoge                                         | 88    |       |
| 9. Oktober  | Werner Scheler                              | deutscher Arzt und Pharmakologe                                                | 95    |       |
| 9. Oktober  | Johannes Semler jun.                        | deutscher Jurist und Unternehmer                                               | 95    |       |
| 9. Oktober  | Rolf Soja                                   | deutscher Komponist und Produzent                                              | 71    |       |
| 9. Oktober  | Alex Spanos                                 | US-amerikanischer Unternehmer                                                  | 95    |       |
| 9. Oktober  | Thomas A. Steitz                            | US-amerikanischer Biochemiker                                                  | 78    |       |
| 9. Oktober  | Siegfried Störtte                           | deutscher Kommunalbeamter                                                      | 88    |       |
| 9. Oktober  | Venantino Venantini                         | italienischer Schauspieler                                                     | 88    |       |
| 9. Oktober  | Carolyn Warner                              | US-amerikanische Unternehmerin und Politikerin                                 | 88    |       |
| 8. Oktober  | Fernando Albán                              | venezolanischer Politiker und Oppositioneller                                  | 56    |       |
| 8. Oktober  | Ludwig Aletsee                              | deutscher Botaniker                                                            | 89    |       |
| 8. Oktober  | Harold Bratt                                | englischer Fußballspieler                                                      | 79    |       |
| 8. Oktober  | Mahmut Cuhruk                               | türkischer Richter                                                             | 93    |       |
| 8. Oktober  | Klaus Hutterer                              | österreichischer Politiker                                                     | 76    |       |
| 8. Oktober  | Arnold Kopelson                             | US-amerikanischer Filmproduzent                                                | 83    |       |
| 8. Oktober  | Alfred Nann                                 | deutscher Agrarwissenschaftler und Politiker                                   | 92    |       |
| 8. Oktober  | Gretchen Serrao                             | venezolanisch-US-amerikanische Sängerin und Model                              | 28    |       |
| 8. Oktober  | Joseph Tydings                              | US-amerikanischer Politiker                                                    | 90    |       |
| 8. Oktober  | Wajima Hiroshi                              | japanischer Sumōringer                                                         | 70    |       |
| 8. Oktober  | Benno Wintersteller                         | österreichischer Ordenspriester und Literaturwissenschaftler                   | 77    |       |
| 8. Oktober  | Ralf Zimmermann von Siefart                 | deutscher Manager                                                              | 93    |       |
| 7. Oktober  | Werner Buhss                                | deutscher Schriftsteller und Übersetzer                                        | 69    |       |
| 7. Oktober  | Hans-Werner Fabarius                        | deutscher Heimatforscher                                                       | 69    |       |
| 7. Oktober  | Odette Ferreira                             | portugiesische Mikrobiologin                                                   | 93    |       |
| 7. Oktober  | Dieter Gerbeth                              | deutscher Maler und Grafiker                                                   | 86    |       |
| 7. Oktober  | Gibba                                       | italienischer Trickfilmer                                                      | 93    |       |
| 7. Oktober  | Joachim Huth                                | deutscher Jurist                                                               | 90    |       |
| 7. Oktober  | Paul Klimsa                                 | deutscher Kommunikationswissenschaftler                                        | 63    |       |
| 7. Oktober  | Kurt Leitner                                | österreichischer Fußballspieler und -trainer                                   | 72    |       |
| 7. Oktober  | Julia Mai                                   | deutsche Triathletin                                                           | 38    |       |
| 7. Oktober  | Anke Matuschewski                           | deutsche Geographin                                                            | 51    |       |
| 7. Oktober  | Peggy McCay                                 | US-amerikanische Schauspielerin                                                | 90    |       |
| 7. Oktober  | Moa do Katendê                              | brasilianischer Komponist, Perkussionist und Capoeira-Meister                  | 63    |       |
| 7. Oktober  | Harley W. Moon                              | US-amerikanischer Veterinärmediziner                                           | 82    |       |
| 7. Oktober  | Diethard Rauskolb                           | deutscher Politiker                                                            | 75    |       |
| 7. Oktober  | Celeste Yarnall                             | US-amerikanische Schauspielerin                                                | 74    |       |
| 6. Oktober  | Don Askarian                                | armenisch-deutscher Filmemacher                                                | 69    |       |
| 6. Oktober  | Eef Brouwers                                | niederländischer Journalist                                                    | 79    |       |
| 6. Oktober  | Montserrat Caballé                          | spanische Opernsängerin                                                        | 85    |       |
| 6. Oktober  | Alberto Caldana                             | italienischer Journalist, Dokumentarfilmer und Fernsehschaffender              | 91    |       |
| 6. Oktober  | Reiner Haussherr                            | deutscher Kunsthistoriker                                                      | 81    |       |
| 6. Oktober  | Eugen Herman-Friede                         | deutscher antifaschistischer Widerstandskämpfer                                | 92    |       |
| 6. Oktober  | Walther Krause                              | deutscher Journalist, Musikwissenschaftler und Hörfunkmoderator                | 81    |       |
| 6. Oktober  | Marcel Maeyer                               | belgischer Kunsthistoriker und Maler                                           | 98    |       |
| 6. Oktober  | Antonia Meinke                              | österreichische Badmintonspielerin                                             | 21    |       |
| 6. Oktober  | Bert Nederlof                               | niederländischer Journalist und Rundfunkmoderator                              | 72    |       |
| 6. Oktober  | Alfred Schöpf                               | deutscher Philosoph                                                            | 80    |       |
| 6. Oktober  | Michel Vovelle                              | französischer Historiker                                                       | 85    |       |
| 6. Oktober  | Scott Wilson                                | US-amerikanischer Schauspieler                                                 | 76    |       |
| 5. Oktober  | Atiyyat al-Abnudi                           | ägyptische Filmemacherin                                                       | 78    |       |
| 5. Oktober  | Hryhorij Chyschnjak                         | ukrainischer Basketballspieler                                                 | 44    |       |
| 5. Oktober  | Louis Anthony DeSimone                      | US-amerikanischer Bischof                                                      | 96    |       |
| 5. Oktober  | Jimmy Duquennoy                             | belgischer Radrennfahrer                                                       | 23    |       |
| 5. Oktober  | Hubert Frohmüller                           | deutscher Urologe                                                              | 90    |       |
| 5. Oktober  | Ray Galton                                  | britischer Drehbuchautor                                                       | 88    |       |
| 5. Oktober  | Ulrich Gerhardt                             | deutscher Physiker                                                             | 83    |       |
| 5. Oktober  | Werner Grübmeyer                            | deutscher Politiker                                                            | 92    |       |
| 5. Oktober  | Axel Homburg                                | deutscher Industriemanager                                                     | 82    |       |
| 5. Oktober  | Richard Horden                              | britischer Architekt                                                           | 73    |       |
| 5. Oktober  | Horst Kirsch                                | deutscher Fußballspieler                                                       | 79    |       |
| 5. Oktober  | Nila Krjukowa                               | ukrainische Schauspielerin                                                     | 74    |       |
| 5. Oktober  | Ivar Odnes                                  | norwegischer Politiker                                                         | 55    |       |
| 5. Oktober  | Heinz Schmitt                               | deutscher Fußballspieler                                                       | 81    |       |
| 4. Oktober  | Hamiet Bluiett                              | US-amerikanischer Jazzmusiker                                                  | 78    |       |
| 4. Oktober  | J. Graham Cogley                            | kanadischer Geograph und Glaziologe                                            | 70    |       |
| 4. Oktober  | Peter Derleder                              | deutscher Jurist                                                               | 78    |       |
| 4. Oktober  | Wolfgang Dyroff                             | deutscher Fotograf und Industriedesigner                                       | 95    |       |
| 4. Oktober  | Luba Edlina                                 | sowjetische Pianistin und Musikpädagogin                                       | 89    |       |
| 4. Oktober  | Barrie Frost                                | neuseeländisch-kanadischer Psychologe und Neurowissenschaftler                 | 79    |       |
| 4. Oktober  | Hans-Winfried Jüngling                      | deutscher Jesuit und Theologe                                                  | 80    |       |
| 4. Oktober  | Werner König                                | deutscher Musikwissenschaftler, -pädagoge und Komponist                        | 80    |       |
| 4. Oktober  | Josep Lluís                                 | spanischer Basketballspieler und -trainer                                      | 80    |       |
| 4. Oktober  | Kurt Malangré                               | deutscher Politiker                                                            | 84    |       |
| 4. Oktober  | Karl Mildenberger                           | deutscher Boxer                                                                | 80    |       |
| 4. Oktober  | Hermann J. Painitz                          | österreichischer Künstler                                                      | 79    |       |
| 4. Oktober  | Bert Romp                                   | niederländischer Springreiter                                                  | 59    |       |
| 4. Oktober  | Pavel Smetana                               | tschechischer Geistlicher und Kirchenfunktionär                                | 81    |       |
| 4. Oktober  | Theo Stammen                                | deutscher Politikwissenschaftler                                               | 85    |       |
| 4. Oktober  | Herbert Tumpel                              | österreichischer Gewerkschaftsfunktionär                                       | 70    |       |
| 4. Oktober  | Will Vinton                                 | US-amerikanischer Filmproduzent, -regisseur und Animator                       | 70    |       |
| 4. Oktober  | Audrey Wells                                | US-amerikanische Filmregisseurin und Drehbuchautorin                           | 58    |       |
| 3. Oktober  | Elisabeth Andersen                          | niederländische Schauspielerin                                                 | 98    |       |
| 3. Oktober  | Rudolf Maria Brandl                         | deutscher Musikethnologe                                                       | 75    |       |
| 3. Oktober  | Lotte Brügmann-Eberhardt                    | deutsche Schriftstellerin                                                      | 97    |       |
| 3. Oktober  | Gisela Bulla                                | deutsche Archäologin, Autorin und Politikerin                                  | 86    | Datei |
| 3. Oktober  | Roger Gibbs                                 | britischer Finanzier und Philanthrop                                           | 84    |       |
| 3. Oktober  | Huh Su-kyung                                | südkoreanische Dichterin                                                       | 54    |       |
| 3. Oktober  | Leon Max Lederman                           | US-amerikanischer Physiker                                                     | 96    |       |
| 3. Oktober  | Uwe Lüchau                                  | deutscher Fußballspieler                                                       | 80    |       |
| 3. Oktober  | Heinrich Missalla                           | deutscher Theologe                                                             | 92    |       |
| 3. Oktober  | Karl-Fred Müller                            | deutscher Schauspieler                                                         | 60    |       |
| 3. Oktober  | Gudrun Nause                                | deutsche Politfunktionärin                                                     | 77    |       |
| 3. Oktober  | Manuel Ríos Ruiz                            | spanischer Dichter, Journalist und Flamenco-Forscher                           | 84    |       |
| 3. Oktober  | Nancy Sloss                                 | US-amerikanische Filmproduzentin                                               | 90    |       |
| 3. Oktober  | Prosper Weil                                | französischer Jurist                                                           | 92    |       |
| 2. Oktober  | Smilja Avramov                              | serbische Rechtswissenschaftlerin                                              | 100   |       |
| 2. Oktober  | Naftali Bezem                               | israelischer Maler und Bildhauer                                               | 93    |       |
| 2. Oktober  | Jochen Brauer                               | deutscher Musiker                                                              | 89    |       |
| 2. Oktober  | Jamal Khashoggi                             | saudi-arabischer Journalist                                                    | 59    |       |
| 2. Oktober  | Geoff Emerick                               | britischer Tontechniker und Musikproduzent                                     | 72    |       |
| 2. Oktober  | Alice Gáborján                              | ungarische Volkskundlerin und Museologin                                       | 96    |       |
| 2. Oktober  | Frank Hampel                                | deutscher Mathematiker                                                         | 77    |       |
| 2. Oktober  | Peter Hartherz                              | deutscher Politiker                                                            | 78    |       |
| 2. Oktober  | Dirk Ayelt Kooiman                          | niederländischer Schriftsteller                                                | 72    |       |
| 2. Oktober  | Susanna Kuratli                             | Schweizer Malerin                                                              | 69    |       |
| 2. Oktober  | Horst Poller                                | deutscher Verleger, Publizist und Politiker                                    | 92    |       |
| 2. Oktober  | José Lorenzo Sartori                        | argentinischer Bischof                                                         | 86    |       |
| 2. Oktober  | Wilhelmus Luxemburg                         | niederländischer Mathematiker                                                  | 89    |       |
| 2. Oktober  | Zeev Luz                                    | israelischer Chemiker                                                          | 86    |       |
| 2. Oktober  | Francisco Orrego Vicuña                     | chilenischer Jurist                                                            | 76    |       |
| 2. Oktober  | Ceri Peach                                  | britischer Geograph                                                            | 78    |       |
| 1. Oktober  | Charles Aznavour                            | armenisch-französischer Chansonnier und Schauspieler                           | 94    |       |
| 1. Oktober  | Horst Behrendt                              | deutscher Jurist                                                               | 98    | [ 6 ] |
| 1. Oktober  | Gerhard Bott                                | deutscher Journalist und Buchautor                                             | 88    |       |
| 1. Oktober  | Harald Budde                                | deutscher Regisseur und Schriftsteller                                         | 84    |       |
| 1. Oktober  | Caroline Charrière                          | Schweizer Komponistin und Dirigentin                                           | 57    |       |
| 1. Oktober  | Stelvio Cipriani                            | italienischer Filmkomponist                                                    | 81    |       |
| 1. Oktober  | Ben Daglish                                 | britischer Musiker und Komponist                                               | 52    |       |
| 1. Oktober  | Đỗ Mười                                     | vietnamesischer Politiker                                                      | 101   |       |
| 1. Oktober  | Jerry Gonzalez                              | US-amerikanischer Trompeter, Flügelhornist und Perkussionist                   | 69    |       |
| 1. Oktober  | Peggy Sue Gerron                            | US-amerikanische Namensgeberin für einen Buddy-Holly-Song                      | 78    |       |
| 1. Oktober  | Cathryn Harrison                            | britische Schauspielerin                                                       | 59    |       |
| 1. Oktober  | Hans H. Hauri                               | Schweizer Bauingenieur und Hochschulpräsident                                  | 95    |       |
| 1. Oktober  | Zdeněk Kašper                               | tschechoslowakischer bzw. tschechischer Biathlontrainer und Sportfunktionär    | 87    |       |
| 1. Oktober  | Herbert Lindenberger                        | US-amerikanischer Literaturwissenschaftler                                     | 89    |       |
| 1. Oktober  | Rudolf Magnitzke                            | deutscher Militär                                                              | 91    |       |
| 1. Oktober  | Peter E. Pieler                             | österreichischer Rechtswissenschafter                                          | 76    |       |
| 1. Oktober  | Graciano Rocchigiani                        | deutscher Boxer                                                                | 54    |       |
| 1. Oktober  | Meeri Saari                                 | finnische Leichtathletin                                                       | 93    |       |
| 1. Oktober  | Franco Sar                                  | italienischer Leichtathlet                                                     | 84    |       |
| 1. Oktober  | Antoine Sfeir                               | französisch-libanesischer Journalist und Autor                                 | 69    |       |
| 1. Oktober  | Chee Tean Tan                               | malaysischer Badmintonspieler                                                  | 24    |       |
| 1. Oktober  | Edith Teichmann                             | deutsche Schauspielerin und Sprecherin                                         | 97    |       |

### Datum unbekannt
| Tag                                | Name                  | Beruf, bekannt als                              | Alter | Beleg |
| ---------------------------------- | --------------------- | ----------------------------------------------- | ----- | ----- |
| Tod bekannt gegeben am 31. Oktober | Rose Zwi              | australische Schriftstellerin                   | 90    |       |
| tot aufgefunden am 27. Oktober     | Daniel Corrêa Freitas | brasilianischer Fußballspieler                  | 24    |       |
| tot aufgefunden am 23. Oktober     | Todd Reid             | australischer Tennisspieler                     | 34    |       |
| Tod bekannt gegeben am 15. Oktober | Rama King Nash        | mexikanisch-dänischer Künstler                  | 42    |       |
| Tod bekannt gegeben am 12. Oktober | Raymond L. White      | US-amerikanischer Genetiker                     | 74    |       |
| Tod bekannt gegeben am 10. Oktober | Kenny Ahrens          | US-amerikanischer Punk-Sänger                   | ?     |       |
| tot aufgefunden am 6. Oktober      | Wiktorija Marinowa    | bulgarische Journalistin und Fernsehmoderatorin | 30    |       |
| bestattet am 5. Oktober            | Gert Riederer         | deutsch-US-amerikanische Schauspielerin         | 107   |       |